# Alluaudinella phasiaeformis
Alluaudinella phasiaeformis är en tvåvingeart som först beskrevs av Stein 1906.  Alluaudinella phasiaeformis ingår i släktet Alluaudinella och familjen husflugor. Inga underarter finns listade i Catalogue of Life.